# Merelina norfolkensis
Merelina norfolkensis is een slakkensoort uit de familie van de Rissoidae. De wetenschappelijke naam van de soort is voor het eerst geldig gepubliceerd in 2011 door Criscione & Ponder.